# 谯楼街道
谯楼街道是中华人民共和国河南省信阳市息县下辖的一个街道办事处。

## 行政区划
谯楼街道下辖以下地区：
北街社区、东街社区、西街社区、南街社区、埠口社区、向阳路社区、文化路社区、千佛庵东路社区、千佛庵中路社区、千佛庵西路社区、沿河路社区、工区路社区、将军路社区、庞湾社区、徐庄社区、何营社区。